# Губернатор (рассказ)
«Губернатор» — рассказ Леонида Андреева, датированный августом 1905 года и впервые опубликованный в журнале «Правда» в 1906 году (№ 3). В произведении рассказывается о представителе власти, который обречённо ожидает исполнения «смертного приговора», вынесенного ему народным судом.

## Сюжет
В рассказе описываются последние дни жизни пожилого губернатора после «события» в ожидании собственной смерти. «Событие» состояло в том, что тысячная толпа бастующих рабочих с пригородного завода пришла к нему с требованиями, которых он не мог осуществить. Когда бастующие начали кидать камни и бить стёкла, губернатор махнул белым платком, и солдаты открыли огонь по толпе. Убитых оказалось сорок семь человек, включая девять женщин и троих детей. После этого случая и все в городе, и сам губернатор уверились, что губернатор обречён и его скоро убьют.
Губернатор отказывается покинуть город, как ему советуют, он не изменяет своим привычкам и ежедневно рано утром совершает двухчасовую прогулку по городу. В мыслях он постоянно возвращается к «событию». Он отдаляется от родных и близких, становится забывчив. Одно время он начинает получать много анонимных писем с угрозами и оскорблениями. Только одна гимназистка пишет ему, что она будет молиться и плакать о нём, когда его убьют.
Наконец, однажды утром к губернатору возле пустынной маленькой площади подходят двое. Его убивают тремя выстрелами, убийцы скрываются с места преступления.

## Творческая история

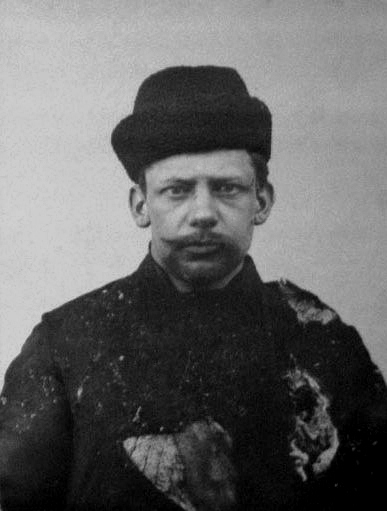
Фотография Иван Каляева, сделанная сразу после теракта

В этом рассказе Андреев попытался художественно осмыслить сущность происходивших в России политических событий, в частности, ряда террористических актов, один из которых — убийство эсером П. И. Каляевым 4 февраля 1905 года московского генерал-губернатора великого князя Сергея Александровича — и подсказал писателю тему его произведения. Андреев писал В. В. Вересаеву: «Поводом к убийству великого князя послужило избиение на улицах Москвы демонстрантов 5 и 6 декабря — тогда же социал-революционеры „приговорили“ его и Трепова к смерти, о чём оповестили всех прокламациями. И все, и сам С. А., ждали, и казнь совершилась».
В сентябре 1905 года М. Горький сообщал издателю сборников «Знания» К. П. Пятницкому: «Андреев написал своего „Губернатора“ — озаглавив его „Бог отмщения“. Вышло длинно, не очень сильно и вообще — не удалось, что он, к великому удовольствию моему, и сам понял. Печатать эту вещь не надо как по первой — указанной — причине, так и по нецензурности, коя не искупается содержанием — то есть рассказ плох пока, и рисковать — не стоит. Но все же — какой это талант, Леонид! — есть места большой силы, дьявольски глубокие по настроению». Через месяц Андреев признался Пятницкому: «Губернатор мой вышел плох, оставил его на время или совсем». Но вскоре рассказ был опубликован.

## Оценка
Критика оказалась разноречивой. Антон Крайний (3. Н. Гиппиус), вопреки обыкновению, похвалил это произведение: «Единственная недурная вещь Андреева в его сборнике это — рассказ „Губернатор“, испорченный только тем, что неизменно портит нашу последнюю беллетристику, — тем, что это — „картинка революционного времени“ <…> Повестям, рассказам, поэмам и трагедиям наступает время, когда проходят времена прокламаций». В. П. Кранихфельд высказался резче: «Рассказ страшно растянут и производит впечатление искусственности и публицистичности». Ни один живой губернатор, по мнению обозревателя, не расценит его иначе, «как детскую побасенку из мира сентиментальных чудаков».
Ю. Айхенвальд не нашел в «Губернаторе» злободневной публицистичности, как другие, но не признал его и художественно убедительным: «…Узоры человеческих переживаний слишком красивы и эффектны для того, чтобы все это могло потрясти душу». Идею же произведения критик определил так: «Героем рассказа является не столько губернатор, сколько мистический Закон — Мститель. Задачей автора было <…> показать, как неумолимые Эринии преследуют несчастного преступника». С этой же, концептуально-содержательной, стороны, подошел к анализу «Губернатора» и К. И. Арабажин. «Достаточно было нескольких месяцев подъёма народной жизни, — писал он в своей книге о Леониде Андрееве, — чтобы переродить, хотя бы и на время, заядлого пессимиста. Из произведений этого года явно под влиянием гапоновской и последующих за ней историй написана повесть „Губернатор“. Она дает нам несколько талантливых страниц для выяснения коллективной психологии и очень тонко и вдумчиво объясняет происхождение и психологические мотивы террора. Как бы отрицательно мы ни относились к террору и с точки зрения этической и с точки зрения политической бесплодности его, мы не можем отрицать, что явления террористического характера имеют глубокие корни в обществе и не могут быть объясняемы по казенному способу,— преступностью безумцев. Андреев дает нам в этом смысле удивительную по наблюдательности и меткости картину».
Д. Мирский писал:

Если бы большая часть произведений Андреева осталась ненаписанной и мы знали бы его
только по трем лучшим рассказам, мы выше ценили бы его как писателя и меньше сомневались бы в том, что он классик. Я имею в виду рассказы «Жили-были» (1901), «В тумане» (1902) и «Губернатор» (1906). Все они написаны в «толстовской» манере. Первый и последний идут от «Смерти Ивана Ильича», второй — от «Крейцеровой сонаты». Андреев полностью и в то же время творчески усваивает манеру Толстого… Тема <«Губернатора»> — ожидание смерти. В обоих рассказах рост осознания человеком предстоящей смерти написан сильной и твердой рукой. Воздействие их тем могущественнее, что автор ни разу не повышает голоса и тщательно избегает нажима. Концовка «Губернатора» — равнодушная покорность неизбежному — сильно отличается от религиозного возрождения в «Смерти Ивана Ильича».
— 

## Экранизации
В 1928 году рассказ был экранизирован режиссёром Я. Протазановым под названием «Белый орёл». В. И. Качалов, исполнитель главной роли, дал ей остросоциальную интерпретацию: «Всю реакцию губернатора на расстрел рабочих я старался раскрыть не в плане реакции человека, а в плане реакции государственного деятеля, физически расстрелявшего рабочих, но сознающего, что он расстреливал не их, а самого себя, свой класс, свой режим».
Второй экранизацией стал фильм Владимира Макеранца «Губернаторъ», вышедший в 1991 году, с Борисом Химичевым в главной роли.